# Rittergut Wengelsdorf

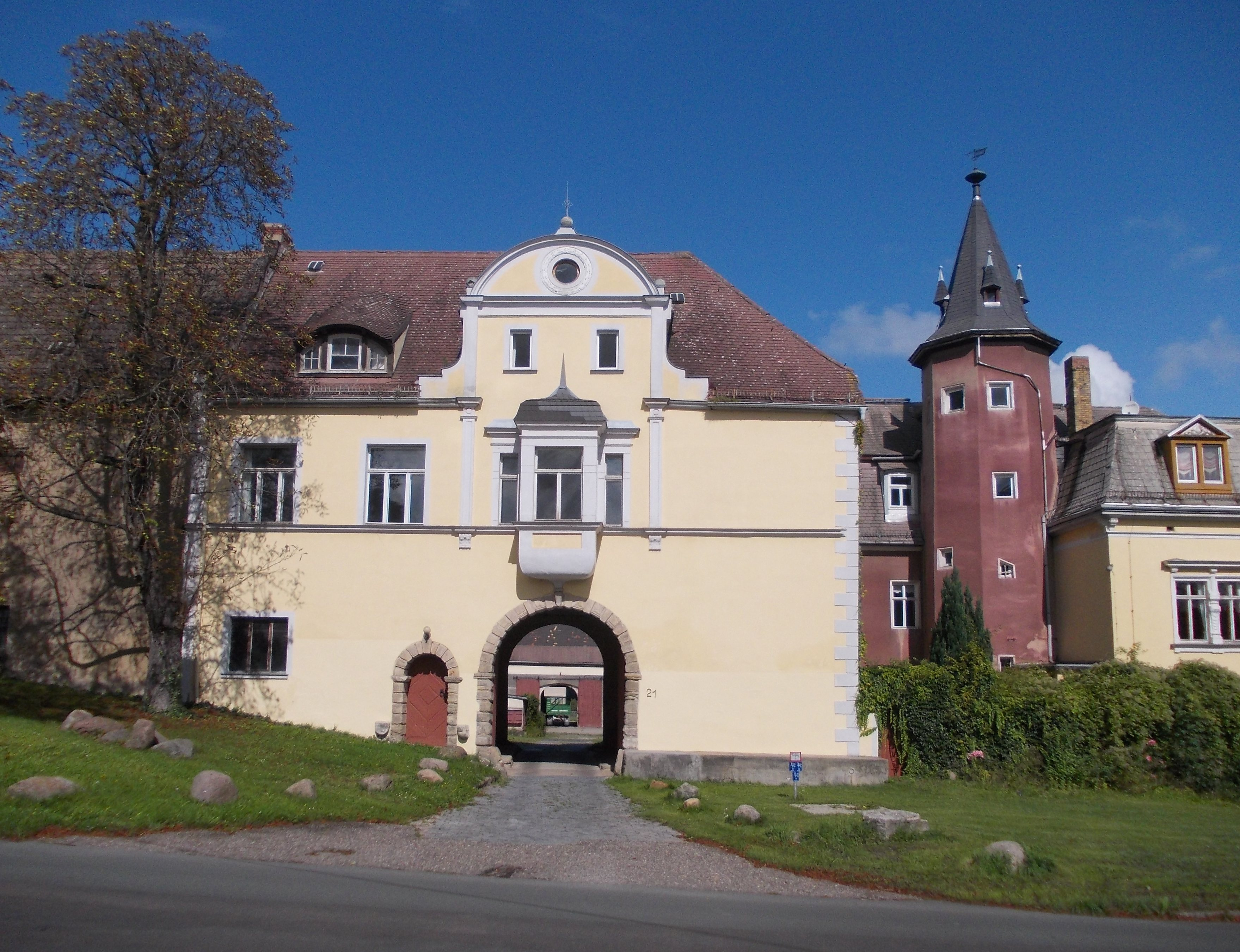
Rittergut Wengelsdorf (2014)

Das Rittergut Wengelsdorf ist ein Baudenkmal im Ortsteil Wengelsdorf der Stadt Weißenfels im Burgenlandkreis in Sachsen-Anhalt. Es steht unter der Nummer 094 12173 auf der Liste der Kulturdenkmale in Weißenfels.

## Geographische Lage
Das Rittergut Wengelsdorf befindet sich in zentraler Ortslage unter der Adresse Dürrenberger Straße 21.

## Geschichte
Der Komplex des Rittergutes Wengelsdorf entstand bereits im Mittelalter. Das Lehnbuch Friedrich des Stengen aus dem Jahre 1350 verzeichnet für die Adelsgeschlechter von Haldeck, von Holleben, von Kirchdorf, von Schönberg und Spiegel Streubesitz in Wengelsdorf. 1486 belehnte Herzog Albrecht von Sachsen Vertreter der Familie von Wölkau mit dem halben Sattelhof zu Wengelsdorf. 1523 wird dieses Lehen als der halbe Rittersitz zu Wengelsdorf mit Erbgerichtsbarkeit definiert.
1596 erwirbt Hermann von Biesenroth das Lehen, aus dem sich das frühneuzeitliche Rittergut entwickelte. Über die Ehe seiner Nachfahrin Susanna Albertina von Bünau, geb. von Biesenroth, ging Wengelsdorf nach längeren Auseinandersetzungen in den Jahren 1737 bis 1763 an Susanna Albertina von Bünau über, die mit dem Landkammerrat Heinrich von Bünau verheiratet war. Aus ihrer Ehe ging als Lehnserbe ein Sohn hervor, der blödsinnig war und nach dem Tod seiner Eltern unter Vormundschaft das Rittergut Wengelsdorf erbte. Rechtzeitig hatten sich Vertreter der Familie von Burkersroda um die Mitbelehnschaft am Rittergut bemüht und als der geisteskranke Heinrich von Bünau im Jahre 1783 starb, übernahm das Adelsgeschlecht von Burkersroda das Gut. Doch hatte von Bünau noch zwei Schwestern, die Ansprüche auf das elterliche Gut erhoben und es 1784 von den von Burkersroda abkauften. 1787 wurde Gräfin Johanna Susanna von Peralta-Renaud, geb. von Bünau, mit dem Gut belehnt, nachdem ihre Schwester Johanna Albertina von Breitenbauch ein Jahr zuvor gegen eine Geldzahlung darauf verzichtet hatte. 1862 verkaufte Graf Franz Friedrich Maximilian von Peralta-Renaud das Gut an den bisherigen Pächter Hermann Zehe. Um 1907 erbte dessen Tochter (?) Emmy Beamish-Bernard, geb. Zehe. 1920 heiratete deren Tochter Annie Beamish-Bernard Otto Saenger, in dessen Eigentum sich das Gut bis zur Enteignung im Zuge der Bodenreform 1945 befand.
Heute wird das Rittergut als Wohnhaus genutzt.

## Besitzungen
Zum Rittergut Wengelsdorf, das bis 1849 Sitz eines Patrimonialgerichts war, gehörten die drei benachbarten Dörfer Wengelsdorf, Kraßlau und Leina.

## Bauliche Besonderheiten

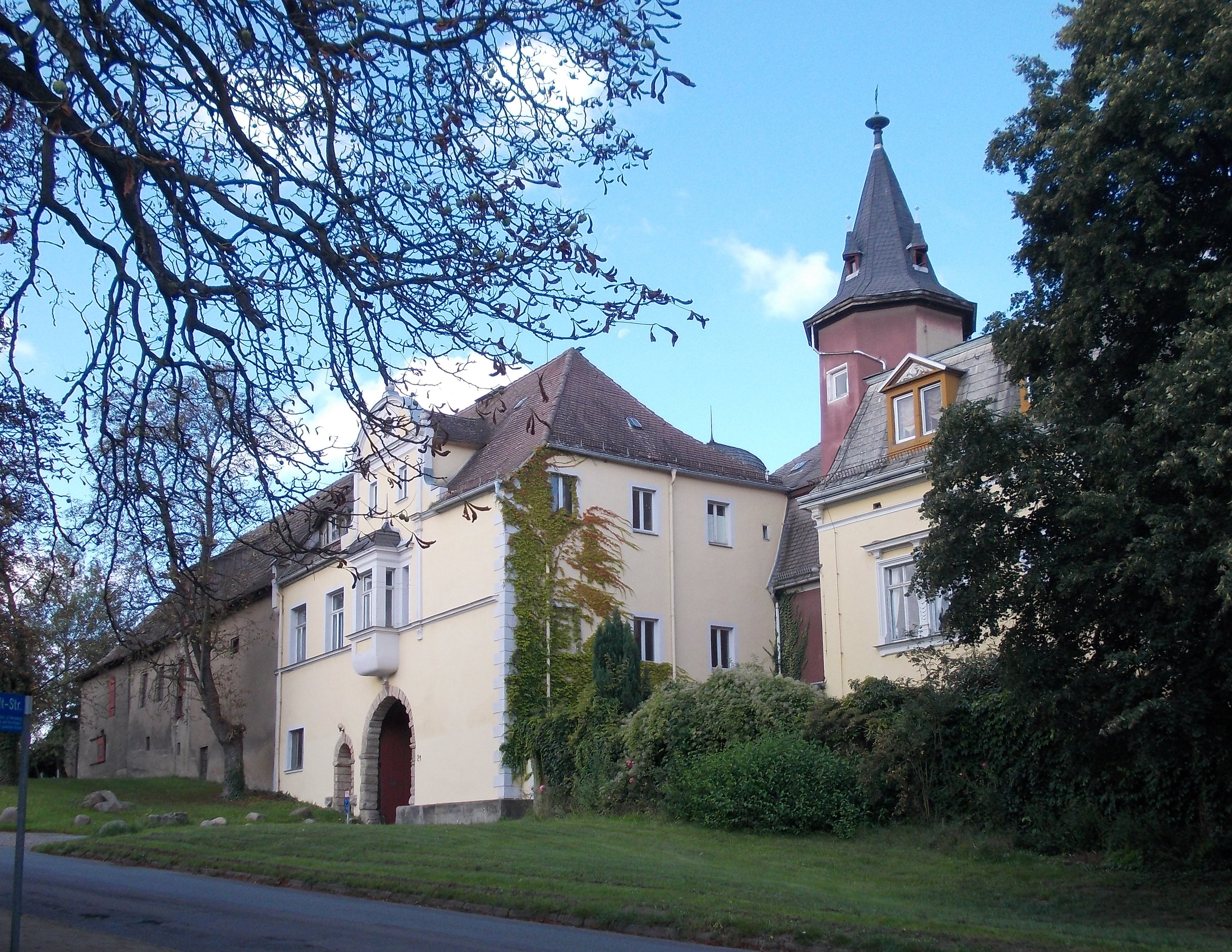
Rittergut Wengelsdorf (2014)

Das Rittergut verfügt sowohl über einen markanten Treppenturm aus der Renaissance als auch über ein barockes Torhaus.

## Archiv
Das Archiv des Rittergutes Wengelsdorf hat sich bis heute zum Teil erhalten. Es wird als Bestand H 249 im Landesarchiv Sachsen-Anhalt verwaltet.